# Muzeum Kultury Ludowej w Kolbuszowej
Muzeum Kultury Ludowej w Kolbuszowej – instytucja kultury województwa podkarpackiego, wpisana do Państwowego Rejestru Muzeów. Obiekt zlokalizowany jest głównie na obszarze miejscowości Brzezówka (Domatków), a także na terenie Kolbuszowej i Kolbuszowej Górnej.

## Historia

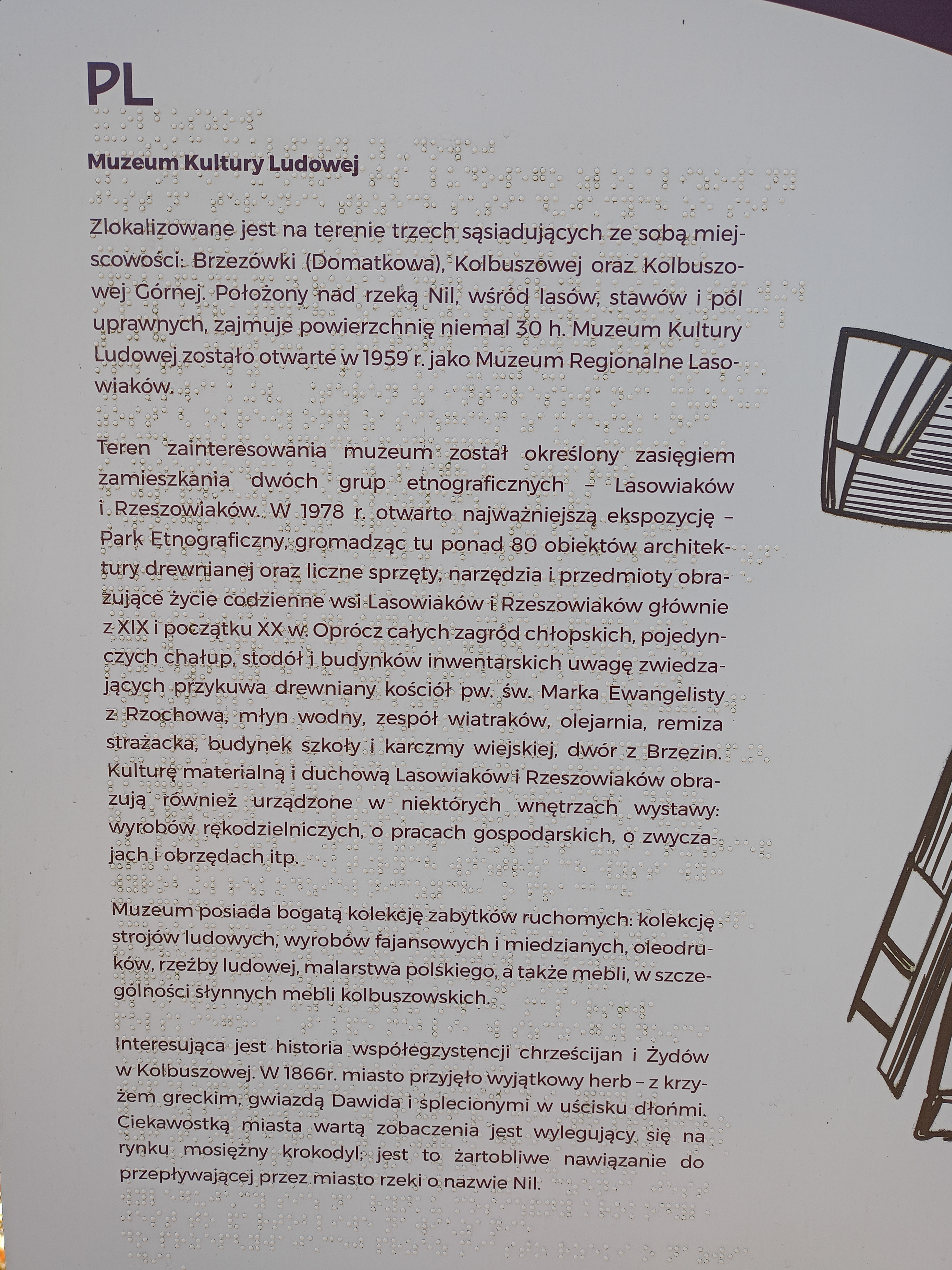
Tablica przed wejściem do Muzeum Kultury Ludowej opisująca historie powstania.

Muzeum zostało otwarte dla zwiedzających w 1959. Na początku było placówką prowadzoną społecznie przez kolbuszowskie Towarzystwo Opieki nad Zabytkami Przyrody i Kultury, jako Muzeum Regionalne Lasowiaków. Po upaństwowieniu w 1971 statutowy obszar działania został określony zasięgiem zamieszkania dwóch grup etnograficznych – Lasowiaków i Rzeszowiaków; wkrótce też zmieniono nazwę na Muzeum Kultury Ludowej w Kolbuszowej. W 1978 otwarto najważniejszą ekspozycję Muzeum – Park Etnograficzny, który zlokalizowano głównie na obszarze miejscowości Brzezówka (Domatków).

## Charakterystyka
Park Etnograficzny, skansen budownictwa ludowego, zlokalizowany jest na terenie trzech sąsiadujących ze sobą miejscowości: Brzezówki (Domatków), Kolbuszowej oraz Kolbuszowej Górnej, położony nad rzeką Nil, wśród lasów, stawów i pól uprawnych – zajmuje powierzchnię niemal 30 hektarów z czego większość tego obszaru przynależy do miejscowości Brzezówka (Domatków). Zgromadzono w nim ponad 80 mniejszych i większych obiektów architektury drewnianej oraz liczne sprzęty, narzędzia oraz inne przedmioty obrazujące życie codzienne wsi Lasowiaków i Rzeszowiaków z przełomu XIX i XX w. Do ciekawych obiektów należy okazały kościół pw. św. Marka Ewangelisty z Rzochowa wraz założeniem kościelnym (plebania, dom parafialny), dwór z Brzezin (pochodzący z 1753 r.) zespół wiatraków, młyn wodny, założenie leśne, olejarnia, remiza strażacka z wystawą dawnego sprzętu pożarniczego, budynek szkoły i karczmy wiejskiej. Kulturę materialną i duchową Lasowiaków i Rzeszowiaków obrazują także urządzone w niektórych wnętrzach wystawy: wyrobów rękodzielniczych, o pracach gospodarskich, o zwyczajach i obrzędach.

## Eksponaty

### Sektor wejściowy[8]
- dwór z Sędziszowa Małopolskiego (połowa XIX w.) – recepcja, sklep, kawiarnia,
- dom z Żołyni Dolnej (1815) – wystawa wstępna „A chłopska dusza niech w muzeum odpocznie…”[9],
- krucyfiks z Kolbuszowej Dolnej (1 połowa XIX w.) – rzeźba polichromowana[10].

### Sektor lasowiacki[11]
- kapliczka ze Staniszewskiego (przełom XIX i XX w.),
- młyn wodny z Żołyni Dolnej (1897),
- drewniany wiatrak paltrak z Rudy (1934),
- drewniany spichlerz dworski z Bidzin (1784),
- późnobarokowy drewniany dwór z Brzezin (1735),
- ul pawilonowy z Lubaczowa zbudowany przez Józefa Petrusa (początek XX w.),
- kapliczka z Kolbuszowej Górnej (XIX w.),
- północnolasowiacka zagroda z Jeziórka: chałupa (koniec XIX w.), stajnia (początek XX w.), spichlerz (przełom XVIII i XIX w.), stodoła z Woli Zarczyckiej-Kołaczni (koniec XVIII w.), gruba (ziemna piwniczka wolnostojąca),
- zagroda z Wrzaw: chałupa (1866), stajnia (około 1925), stodoła z Cyganów (2 połowa XIX w.),
- zrekonstruowana kapliczka z Jeżowego (pierwotna z 1824 wzniesiona przez chłopa Sagana),
- zagroda puszczańska z Kopci: chałupa z Cierpisza (1859), stodoła z Kopci (2 połowa XVIII w.), spichlerz z Kopci-Żarkowiny (koniec XVIII w.), stajnia z Nowej Wsi (2 połowa XIX w.),
- pasieka z Puszczy Sandomierskiej,
- zagroda józefińska z Bożej Woli: chałupa z Bożej Woli (1 połowa XIX w.), budynek gospodarczy z Bożej Woli (rekonstrukcja), stodoła z Glin Małych (lata 20. XX w.),
- drewniana kuźnia ze Staniszewskiego (początek XX w.),
- małomiasteczkowa zagroda rzemieślnicza z Żołyni Dolnej: chałupa (1810), stodoła połączona ze stajnią (1 połowa XIX w.),
- kapliczka z Domatkowa (2 połowa XIX w.),
- zagroda z Woli Zarczyckiej: chałupa Marcina Turczyna (1914), stodoła Bronisława Piechowskiego (2 połowa XIX w.), stajnia Katarzyny Turczyn (1926), chlew Józefa Sarzyńskiego (lata 20. XX w.), spichlerz Czesława Białasa z Mazurów (1929),
- kapliczka słupowa z Widełki (2 połowa XIX w.),
- kościół św. Marka z Rzochowa (1843), w skansenie od 2008,
- plebania z Ostrowów Tuszowskich, zbudowana z belek pozyskanych z rozbiórki poprzedniego kościoła parafialnego;
- dom parafialny (organistówka) z Książnic;
- zagroda z Huty Przedborskiej: chałupa (pierwotnie dymna, 1862), stajnia (2 połowa XIX w.), stodoła z Kopci-Górali (połowa XVIII w.),
- drewniana szkoła z Trzebosi (1881) z ogrodem kwiatowym i budynkiem gospodarczym z Wólki Sokołowskiej (1 połowa XX w.),
- pracownia garncarska z Łążka Garncarskiego (lata 30. XX w.),
- zagroda z Lipnicy: chałupa (lata 60. XIX w.), stajnia z Weryni (połowa XX w.),
- krzyż z Kolbuszowej Dolnej ufundowany przez Jana Rzepkę (około 1910),
- wiatrak holenderski z Zarównia (1936),
- karczma żydowska z Hadli Kańczuckich ze studnią w komorze (koniec XIX w.),
- drewniana kuźnia z Białobrzegów (1881),
- wiatrak holenderski z Padwi Narodowej zbudowany przez Stanisława Skrzypka (1939, funkcjonował do 1975),
- wiatrak koźlak z Trzęsówki (około 1910, pracował do lat 60. XX w.),
- wiatrak koźlak z Zarębek (pierwotnie z Woli Domatkowskiej, koniec XIX w., działał do lat 60. XX w.),
- wiatrak koźlak z Trzęsówki-Kłodzin (pierwotnie stał w Siedlance, lata 20. XX w., pracował do 1950)[10].

### Sektor rzeszowiacki[12]
- leśnictwo: leśniczówka z Zerwanki (lata 30. XIX w.), suszarnia (wyłuszczarnia) szyszek z Dąbrówek (1869 r.), suszarnia runa leśnego z Pateraków (lata 30. XX w.), stodoła z Leżajska (I poł. XX w.), stajnia z Przecławia (lata 30. XX w.), spichlerzyk z Zerwanki (lata 30. XX w.), piwniczka z Zerwanki (ok. 1931 r.), wychodek z Zerwanki (lata 30. XX w.), trak z Brzózy Stadnickiej (lata 60.–70. XX w.)[13],
- zagroda z Brzózy Stadnickiej: chałupa (2 połowa XIX w.), budynek gospodarczy (2 połowa XIX w.), stodoła z Rzeszowa (2 połowa XIX w.), olejarnia z Brzyskiej Woli (przełom XIX i XX wieku),
- remiza (późniejsza kancelaria gminna i areszt) ze Słociny wystawiona staraniem księdza prałata Daniela Solikowskiego (1877) – wystawa poświęcona Ochotniczym Strażom Pożarnym,
- kapliczka z Rakszawy (koniec XIX w.), w skansenie od 1983,
- zagrody okólne z Markowej: Szylarów (XVIII–XIX w.) i Kielarów (1804, XIX w.),
- zagroda z Budziwoja: chałupa (1867), stodoła (2 połowa XIX w.), piwnica (rekonstrukcja z 1986), spichlerz z Ropczyc (przełom XVIII i XIX w.),
- wiatrak koźlak z Markowej wzniesiony przez Stanisława Galę (1935)[10].

## Imprezy
Corocznie Muzeum organizuje imprezy plenerowe w skansenie:
- Prezentacje Twórczości Ludowej Lasowiaków i Rzeszowiaków – pierwsza niedziela czerwca
- Noc Muzeów – maj;
- Otwarcie Festiwalu Kultury Lasowiackiej – pierwsza sobota lub niedziela lipca;
- Co niedzielę w zagrodzie – każda niedziela lipca i sierpnia;
- Koń w gospodarstwie – pokaz pracy na roli i w zaprzęgu, obecnie pod nazwą Koń, jaki jest... – pierwsza niedziela sierpnia

## Park etnograficzny w filmie
W dniach 5-18 maja 2015 r. oraz 8-18 sierpnia 2015 r. w kolbuszowskim skansenie Wojciech Smarzowski wraz z blisko 200 osobową ekipą filmową nagrywał sceny do filmu pt. Wołyń. W czerwcu 2022 r. odbywały się na terenie Parku Etnograficznego zdjęcia do filmu Kos w reżyserii Pawła Maślony. W 2023 r. kręcono tu większość scen serialu 1670 w reżyserii Macieja Buchwalda i Kordiana Kądzieli.

## Nagrody
Muzeum Kultury Ludowej otrzymało wiele nagród. Najważniejszą jest Grand Prix podczas 44. edycji Konkursu na Wydarzenie Muzealne Roku Sybilla organizowanego przez Narodowy Instytut Muzeów. Oprócz tego w poprzednich edycjach konkursu:
- Nagroda w kategorii Projekty naukowo-badawcze za projekt Las w życiu i kulturze mieszkańców Rzeszowszczyzny (2024)[17];
- Wyróżnienie w kategorii Inwestycje za projekt Leśnictwo – zespół zabytkowych budynków dawnych osad leśnych w Parku Etnograficznym Muzeum Kultury Ludowej w Kolbuszowej (2023)[18];
- Nagroda w kategorii Projekty naukowo-badawcze za projekt Kolędowanie na Rzeszowszczyźnie (2020)[19];
- Nagroda w kategorii Projekty naukowo-badawcze za projekt Dziedzictwo kulinarne Puszczy Sandomierskiej (2018)[20];
- Nagroda za konserwację i wyposażenie kościoła pw. św. Marka Ewangelisty (2012)[21];

Ponadto Muzeum otrzymało I nagrodę podczas konkursu Muzeum Widzialne organizowanego przez Narodowy Instytut Muzeów w kategorii Identyfikacja Muzeum za projekt Zakorzenienie w tradycji i nowoczesna forma (Identyfikacja wizualna wg projektu graficznego Izabelli Kędzierskiej).

## Galeria

Park etnograficzny
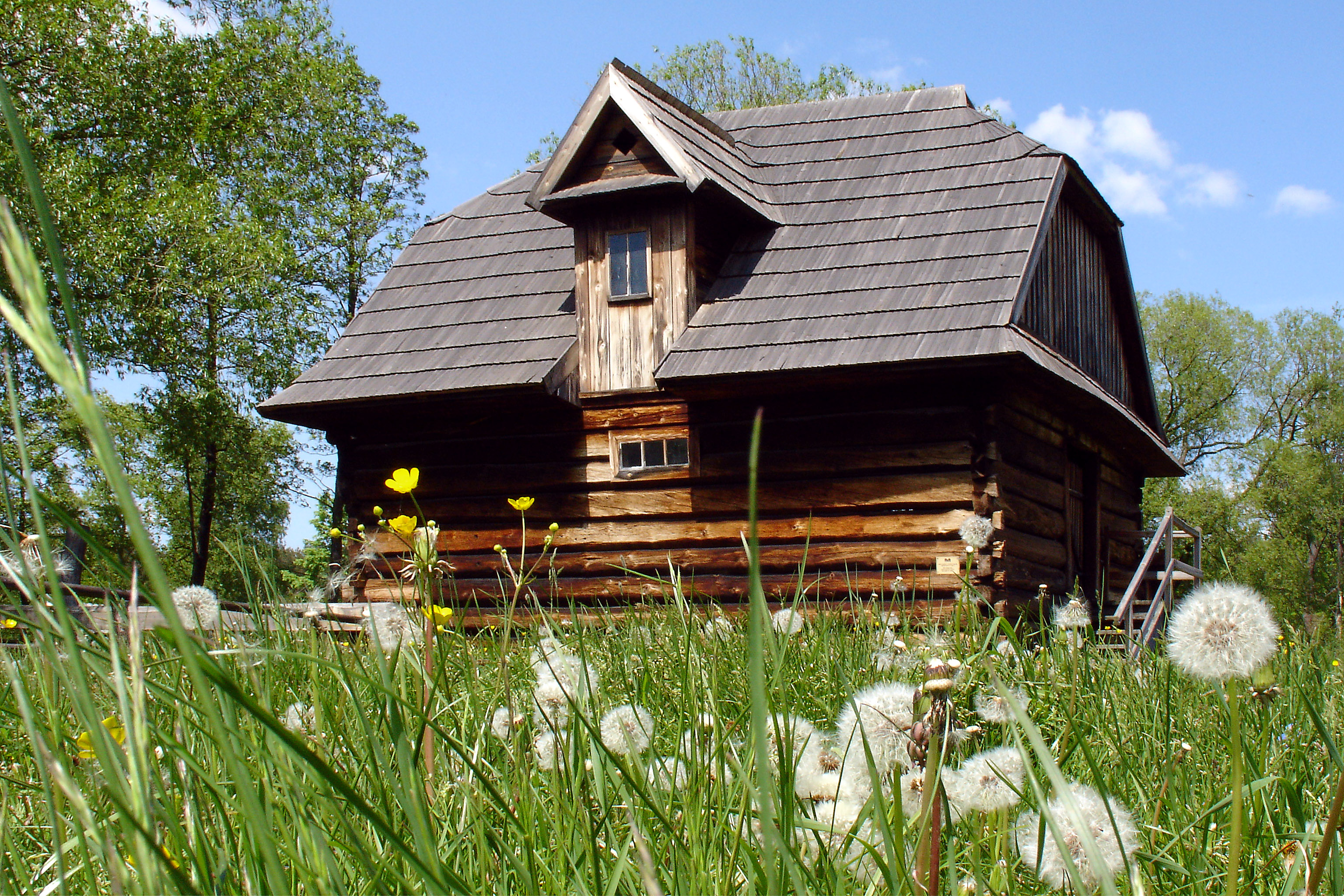
Młyn wodny z Żołyni
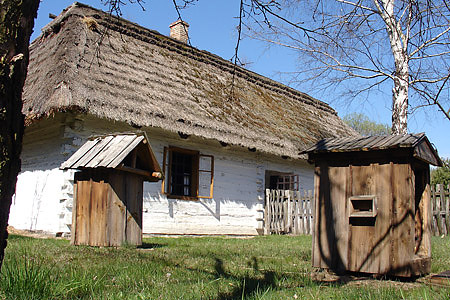
Chałupa z Huty Przedborskiej
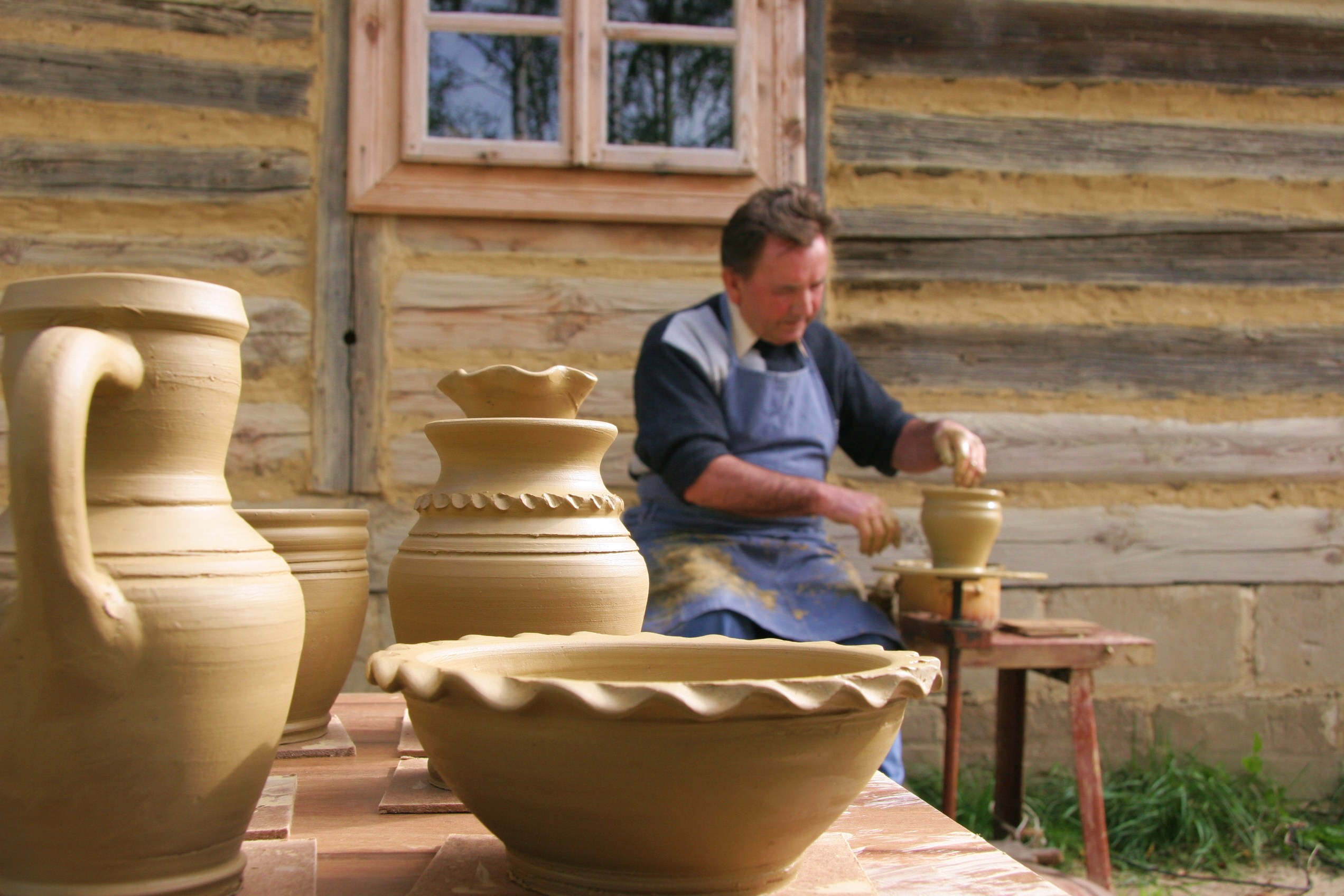
Warsztaty garncarskie w skansenie
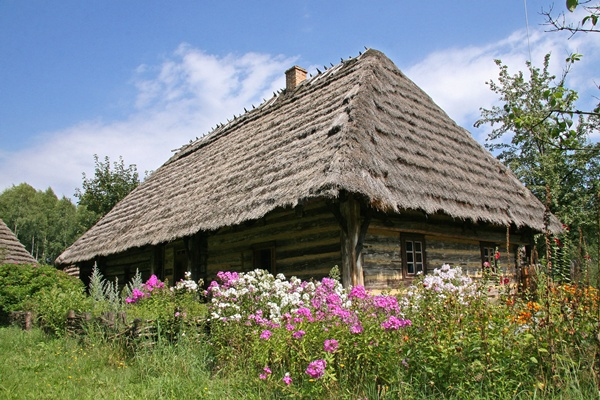
Chałupa z Markowej
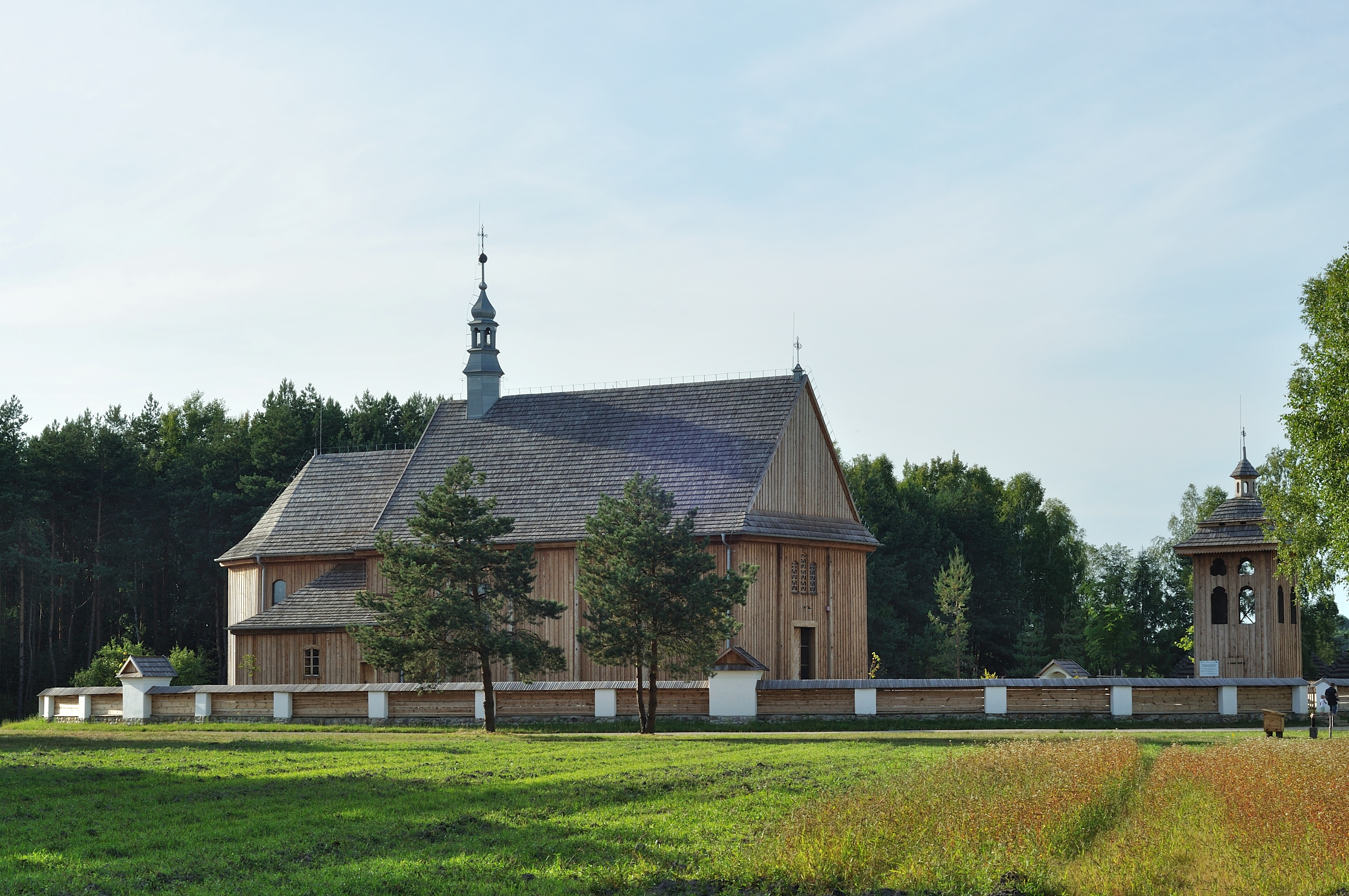
Kościół św. Marka z Rzochowa